# Günther Heising
Günther Heising (* 10. Februar 1919 in Berlin; † 27. Februar 1988 in Hamburg; auch Günter Heising) war ein deutscher Schauspieler und Hörspielsprecher.

## Leben
Günther Heising besuchte in Berlin das Gymnasium. Er nahm Schauspielunterricht und debütierte in Dortmund. Weitere Stationen seiner Theaterlaufbahn waren Theater in Gera, Glogau, Hagen, Köln und Wuppertal. Von 1953 bis 1967 arbeitete Heising als Schauspieler und Regisseur am Stadttheater Basel, 1967 trat er gastweise am Schauspielhaus Zürich auf. Danach kehrte er nach Deutschland zurück, spielte von 1967 bis 1969 an den Bühnen der Stadt Köln und in der Saison 1969/70 an den Städtischen Bühnen Dortmund.  1970 kam er nach Hamburg und war bis 1988 am Thalia Theater engagiert.
Heising verkörperte in Basel zahlreiche Titelrollen, namentlich in Woyzeck von Georg Büchner, in Friedrich Dürrenmatts Komödie Die Ehe des Herrn Mississippi, in Tartuffe von Molière und in Biedermann und die Brandstifter von Max Frisch. Er war Mephisto im Faust von Johann Wolfgang von Goethe, der Lehrer in Andorra von Max Frisch oder der Nuntius in der Schweizer Erstaufführung von Rolf Hochhuths Schauspiel Der Stellvertreter. In Hamburg erlebten ihn die Zuschauer unter anderem als Merkus in Die schöne Helena von Peter Hacks, als Lancaster in Bertolt Brechts Leben Eduards des Zweiten von England oder als Fortinbras in Hamlet von William Shakespeare. Er spielte weiter den Charly in Tod eines Handlungsreisenden von Arthur Miller und den Hauptmann de Tréville in Die Drei Musketiere nach Alexandra Dumas.
1958 stand Günther Heising zum ersten Mal vor der Kamera und wirkte bis kurz vor seinem Tod in zahlreichen Fernsehfilmen und -serien mit. Größere Bekanntheit erlangte er durch seine Rolle als Kriminalhauptmeister Henkel in einigen Tatort-Folgen des NDR. Umfangreich war auch sein Wirken in Hörspielen, beispielsweise 1954 unter der Regie von Eduard Hermann in dem Hörspiel-Mehrteiler Paul Temple und der Fall Jonathan von Francis Durbridge an der Seite von René Deltgen, Annemarie Cordes und Kurt Lieck. In der kommerziellen Hörspielreihe um Trixie Belden fungierte er in den ersten beiden Folgen als Erzähler.
Günther Heising hatte darüber hinaus zahlreiche administrative Funktionen inne. Er war Obmann der Genossenschaft Deutscher Bühnen-Angehöriger, Beisitzer am Bühnenschiedsgericht in Hamburg und Mitglied der Paritätischen Prüfungskommission.

## Filmografie (Auswahl)
- 1958: Cécile oder Die Schule der Väter
- 1958: Verschlossene Räume
- 1971: Duell zu dritt – Der erste Preis  (Fernsehserie)
- 1971: Tatort – Kressin und der tote Mann im Fleet (TV-Reihe)
- 1972: Das Paradies auf der anderen Seite
- 1974: Tatort – Nachtfrost (TV-Reihe)
- 1974: Tatort – Kneipenbekanntschaft (TV-Reihe)
- 1975: Tatort – Mordgedanken (TV-Reihe)
- 1975: Stellenweise Glatteis
- 1975: Tadellöser & Wolff
- 1975: Die schöne Marianne – Der Falschspieler  (Fernsehserie)
- 1976: Tatort – … und dann ist Zahltag  (TV-Reihe)
- 1977: Tatort – Das stille Geschäft (TV-Reihe)
- 1978: Onkel Bräsig – Ratsherr Herse  (Fernsehserie)
- 1978: Stützen der Gesellschaft
- 1979: Tatort – Alles umsonst (TV-Reihe)
- 1980: Tatort – Streifschuß  (TV-Reihe)
- 1982: Schwarz Rot Gold – Unser Land (Fernsehserie)
- 1982: Die Aufgabe des Dr. med. Graefe
- 1985: Es muß nicht immer Mord sein – Klassentreffen (Fernsehserie)
- 1986: Stammheim
- 1987: Das Erbe der Guldenburgs (Fernsehserie)

## Hörspiele (Auswahl)
- 1950: Herbert Reinecker: Ein Mensch namens Lehmann – Regie: Wilhelm Semmelroth – NWDR
- 1951: Thornton Wilder: Dem Himmel bin ich auserkoren – Regie: Ludwig Cremer – NWDR
- 1952: Alexander Spoerl: Das Wasser steigt – Regie: Raoul Wolfgang Schnell – NWDR
- 1953: Ernst Barlach: Die Sündflut – Regie: Ludwig Cremer – NWDR
- 1954: Jean Anouilh: Jeanne oder Die Lerche – Regie: Wilhelm Semmelroth – NWDR
- 1954: Francis Durbridge: Paul Temple und der Fall Jonathan – Regie: Eduard Hermann – NWDR
- 1963: Ludwig Thoma: Moral – Regie: Werner Hausmann – SR DRS/SR
- 1965: Hans Arno Joachim: Nietzsche contra Wagner – Regie: Werner Hausmann – SR DRS/HR/SFB
- 1966: Georges Simenon: Der Mann mit dem kleinen Hund – Regie: Peterpaul Schulz – SWF/HR/SR
- 1971: Friederike Mayröcker: Für vier – Regie: Hans Rosenhauer – NDR
- 1973: Günter Kunert: Ehrenhändel – Regie: Hans Rosenhauer – NDR
- 1974: Ingomar von Kieseritzky: Der Traum als Dictionnaire oder Est et non – Regie: Heinz Hostnig – NDR
- 1975: François Rabelais: Gargantua und Pantagruel – Regie: Heinz Hostnig – NDR
- 1975: Franz Hiesel: Die verwegenen Spiele am Rothenbaum – Regie:Fritz Schröder-Jahn – NDR
- 1976: Christine Nöstlinger: Konrad oder Das Kind aus der Konservenbüchse – Regie: Otto Kurth – NDR
- 1976: Raymond Queneau: Der Flug des Ikarus – Regie: Otto Kurth – NDR
- 1977: Daniel Casper von Lohenstein: Agrippina – Regie: Hubert Fichte – NDR
- 1977: Oscar Wilde: Arthur Arthur – Regie: Raoul Wolfgang Schnell – NDR
- 1978: Karl Otto Mühl: Grabrede auf Siephacke – Regie: Hans Rosenhauer – NDR
- 1979: Inge Stolten: Damals und heute – Regie: Hans Rosenhauer – NDR
- 1981: Doris Lessing: Bericht über die bedrohte Stadt – Regie: Hans Rosenhauer – NDR